# Calder Cup
Der Calder Cup wird seit der Gründung der American Hockey League (AHL) im Jahre 1936 jedes Jahr dem Sieger des Play-off-Turniers der AHL verliehen. Benannt wurde die Trophäe nach Frank Calder, dem ersten Präsidenten der NHL von 1917 bis 1943.

## Calder-Cup-Gewinner

Calder Cup

| Saison  | Gewinner                | Ergebnis       | Finalist                       |
| ------- | ----------------------- | -------------- | ------------------------------ |
| 2024/25 | Abbotsford Canucks      | 4-2            | Charlotte Checkers             |
| 2023/24 | Hershey Bears           | 4-2            | Coachella Valley Firebirds     |
| 2022/23 | Hershey Bears           | 4-3            | Coachella Valley Firebirds     |
| 2021/22 | Chicago Wolves          | 4-1            | Springfield Thunderbirds       |
| 2020/21 | nicht vergeben          | nicht vergeben | nicht vergeben                 |
| 2019/20 | nicht vergeben          | nicht vergeben | nicht vergeben                 |
| 2018/19 | Charlotte Checkers      | 4-1            | Chicago Wolves                 |
| 2017/18 | Toronto Marlies         | 4-3            | Texas Stars                    |
| 2016/17 | Grand Rapids Griffins   | 4-2            | Syracuse Crunch                |
| 2015/16 | Lake Erie Monsters      | 4-0            | Hershey Bears                  |
| 2014/15 | Manchester Monarchs     | 4-1            | Utica Comets                   |
| 2013/14 | Texas Stars             | 4-1            | St. John’s IceCaps             |
| 2012/13 | Grand Rapids Griffins   | 4-2            | Syracuse Crunch                |
| 2011/12 | Norfolk Admirals        | 4-0            | Toronto Marlies                |
| 2010/11 | Binghamton Senators     | 4-2            | Houston Aeros                  |
| 2009/10 | Hershey Bears           | 4-2            | Texas Stars                    |
| 2008/09 | Hershey Bears           | 4-2            | Manitoba Moose                 |
| 2007/08 | Chicago Wolves          | 4-2            | Wilkes-Barre/Scranton Penguins |
| 2006/07 | Hamilton Bulldogs       | 4-1            | Hershey Bears                  |
| 2005/06 | Hershey Bears           | 4-2            | Milwaukee Admirals             |
| 2004/05 | Philadelphia Phantoms   | 4-0            | Chicago Wolves                 |
| 2003/04 | Milwaukee Admirals      | 4-0            | Wilkes-Barre/Scranton Penguins |
| 2002/03 | Houston Aeros           | 4-3            | Hamilton Bulldogs              |
| 2001/02 | Chicago Wolves          | 4-1            | Bridgeport Sound Tigers        |
| 2000/01 | Saint John Flames       | 4-2            | Wilkes-Barre/Scranton Penguins |
| 1999/00 | Hartford Wolf Pack      | 4-2            | Rochester Americans            |
| 1998/99 | Providence Bruins       | 4-1            | Rochester Americans            |
| 1997/98 | Philadelphia Phantoms   | 4-2            | Saint John Flames              |
| 1996/97 | Hershey Bears           | 4-1            | Hamilton Bulldogs              |
| 1995/96 | Rochester Americans     | 4-3            | Portland Pirates               |
| 1994/95 | Albany River Rats       | 4-0            | Fredericton Canadiens          |
| 1993/94 | Portland Pirates        | 4-2            | Moncton Hawks                  |
| 1992/93 | Cape Breton Oilers      | 4-1            | Rochester Americans            |
| 1991/92 | Adirondack Red Wings    | 4-3            | St. John’s Maple Leafs         |
| 1990/91 | Springfield Indians     | 4-2            | Rochester Americans            |
| 1989/90 | Springfield Indians     | 4-2            | Rochester Americans            |
| 1988/89 | Adirondack Red Wings    | 4-1            | New Haven Nighthawks           |
| 1987/88 | Hershey Bears           | 4-0            | Fredericton Express            |
| 1986/87 | Rochester Americans     | 4-3            | Canadiens de Sherbrooke        |
| 1985/86 | Adirondack Red Wings    | 4-2            | Hershey Bears                  |
| 1984/85 | Canadiens de Sherbrooke | 4-2            | Baltimore Skipjacks            |
| 1983/84 | Maine Mariners          | 4-1            | Rochester Americans            |
| 1982/83 | Rochester Americans     | 4-0            | Maine Mariners                 |
| 1981/82 | New Brunswick Hawks     | 4-1            | Binghamton Whalers             |
| 1980/81 | Adirondack Red Wings    | 4-2            | Maine Mariners                 |
| 1979/80 | Hershey Bears           | 4-2            | New Brunswick Hawks            |
| 1978/79 | Maine Mariners          | 4-0            | New Haven Nighthawks           |
| 1977/78 | Maine Mariners          | 4-1            | New Haven Nighthawks           |
| 1976/77 | Nova Scotia Voyageurs   | 4-2            | Rochester Americans            |
| 1975/76 | Nova Scotia Voyageurs   | 4-1            | Hershey Bears                  |
| 1974/75 | Springfield Indians     | 4-1            | New Haven Nighthawks           |
| 1973/74 | Hershey Bears           | 4-1            | Providence Reds                |
| 1972/73 | Cincinnati Swords       | 4-1            | Nova Scotia Voyageurs          |
| 1971/72 | Nova Scotia Voyageurs   | 4-2            | Baltimore Clippers             |
| 1970/71 | Springfield Kings       | 4-0            | Providence Reds                |
| 1969/70 | Buffalo Bisons          | 4-0            | Springfield Kings              |
| 1968/69 | Hershey Bears           | 4-1            | As de Québec                   |
| 1967/68 | Rochester Americans     | 4-2            | As de Québec                   |
| 1966/67 | Pittsburgh Hornets      | 4-0            | Rochester Americans            |
| 1965/66 | Rochester Americans     | 4-2            | Cleveland Barons               |
| 1964/65 | Rochester Americans     | 4-1            | Hershey Bears                  |
| 1963/64 | Cleveland Barons        | 4-0            | As de Québec                   |
| 1962/63 | Buffalo Bisons          | 4-3            | Hershey Bears                  |
| 1961/62 | Springfield Indians     | 4-1            | Buffalo Bisons                 |
| 1960/61 | Springfield Indians     | 4-0            | Hershey Bears                  |
| 1959/60 | Springfield Indians     | 4-1            | Rochester Americans            |
| 1958/59 | Hershey Bears           | 4-2            | Buffalo Bisons                 |
| 1957/58 | Hershey Bears           | 4-2            | Springfield Indians            |
| 1956/57 | Cleveland Barons        | 4-1            | Rochester Americans            |
| 1955/56 | Providence Reds         | 4-0            | Cleveland Barons               |
| 1954/55 | Pittsburgh Hornets      | 4-2            | Buffalo Bisons                 |
| 1953/54 | Cleveland Barons        | 4-2            | Hershey Bears                  |
| 1952/53 | Cleveland Barons        | 4-3            | Pittsburgh Hornets             |
| 1951/52 | Pittsburgh Hornets      | 4-2            | Providence Reds                |
| 1950/51 | Cleveland Barons        | 4-3            | Buffalo Bisons                 |
| 1949/50 | Indianapolis Capitals   | 4-0            | Cleveland Barons               |
| 1948/49 | Providence Reds         | 4-3            | Hershey Bears                  |
| 1947/48 | Cleveland Barons        | 4-0            | Buffalo Bisons                 |
| 1946/47 | Hershey Bears           | 4-3            | Pittsburgh Hornets             |
| 1945/46 | Buffalo Bisons          | 4-3            | Cleveland Barons               |
| 1944/45 | Cleveland Barons        | 4-2            | Hershey Bears                  |
| 1943/44 | Buffalo Bisons          | 4-2            | Cleveland Barons               |
| 1942/43 | Buffalo Bisons          | 3-0            | Indianapolis Capitals          |
| 1941/42 | Indianapolis Capitals   | 3-2            | Hershey Bears                  |
| 1940/41 | Cleveland Barons        | 3-2            | Hershey Bears                  |
| 1939/40 | Providence Reds         | 3-0            | Pittsburgh Hornets             |
| 1938/39 | Cleveland Barons        | 3-1            | Philadelphia Ramblers          |
| 1937/38 | Providence Reds         | 3-1            | Syracuse Stars                 |
| 1936/37 | Syracuse Stars          | 3-1            | Philadelphia Ramblers          |